# Oz Blayzer
Oz Blayzer (in ebraico עוז בלייזר‎?; Tiberiade, 29 dicembre 1992) è un cestista israeliano.

## Carriera
Con Israele ha disputato i Campionati europei del 2017.

## Palmarès
- Campionato israeliano: 1

Maccabi Tel Aviv: 2020-2021
- Coppa di Israele: 3

Maccabi Tel Aviv: 2020-2021
Hapoel Gerusalemme: 2023, 2024
- Coppa di Lega israeliana: 4

Maccabi Rishon LeZion: 2018
Maccabi Tel Aviv: 2020, 2021
Hapoel Gerusalemme: 2023
- Eurocup: 1

Hapoel Tel Aviv: 2024-2025